# Sukevansaari
Sukevansaari är en ö i Finland. Den ligger i sjön Sukevanjärvi och i kommunen Sonkajärvi i den ekonomiska regionen  Övre Savolax ekonomiska region  och landskapet Norra Savolax, i den centrala delen av landet, 400 km norr om huvudstaden Helsingfors. Öns area är 2,2 hektar och dess största längd är 290 meter i sydöst-nordvästlig riktning.